# Havstenssund övre
Havstenssund övre, ensfyr för insegling mot Havstenssund från söder. Den andra ensfyren är Havstenssund nedre. Avståndet mellan fyrarna är cirka 1200 meter.
Havstenssund övre, som uppfördes 1901, är belägen på ett berg på ön Havsten.